# Balderik van Utrecht
Balderik (Oldenzaal, 897 - Utrecht, 27 december 975) was bisschop van Utrecht van 918 tot 975.
Balderik stamde uit het grafelijk geslacht van Henegouwen. Hij was een neef van hertog Giselbert II van Maasgouw, de hertog van Lotharingen en de oom van bisschop Balderik van Luik. Hij was ook de zoon van graaf Ricfried in de Betuwe, die de Noormannen uit Utrecht verjoeg, waardoor Balderik, die net als zijn directe voorgangers in Deventer had geresideerd, de bisschopszetel rond 920 weer naar Utrecht kon overbrengen.
In Utrecht liet Balderik de voorloper van de Domkerk, de Sint-Maartenskerk, herstellen of herbouwen en de Sint-Salvatorkerk, die door de Noormannen waren verwoest, evenals de kloosterschool die aan het Domkapittel verbonden was. Hij bouwde Utrecht uit tot de belangrijkste plaats in de Noordelijke Nederlanden en hij wist de territoriale macht van het bisdom uit te breiden zodat hij zich goed kon handhaven tussen de hem omringende landsheren. 
Dit gebeurde door middel van een politiek spel, waarbij hij de politiek van de Duitse koning steunde en in ruil daarvoor bezittingen toegewezen kreeg. De koning en de bisschoppen hadden elkaar immers hard nodig om zich teweer te stellen tegen de opkomende dynastieën binnen het rijk.
Balderik was in deze politiek zeer succesvol: hij knoopte vanaf 923 hechte betrekkingen aan met de Duitse koning Hendrik I (919–936), die hem in ruil de opvoeding van zijn vierjarige zoon Bruno, de latere aartsbisschop van Keulen, toevertrouwde. 

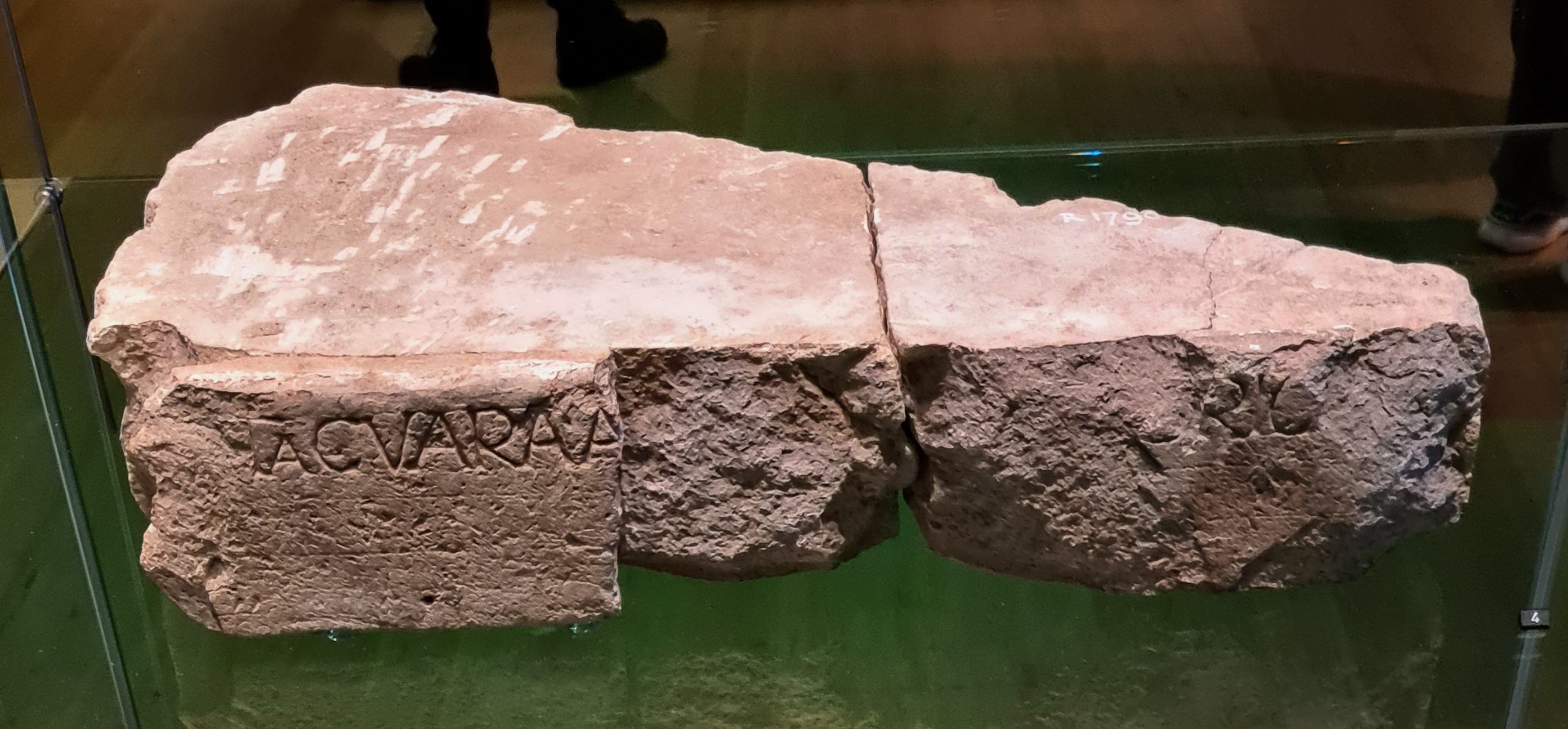
10e-eeuwse altaarsteen in de Grote Kerk van Elst met inscriptie waarin de wijding door bisschop Balderik wordt gememoreerd

Dankzij hem stond Balderik later ook in nauw contact met Hendriks andere zoon en opvolger, Otto I (936-973). Zo behoorde hij tot de Lotharingische heren die in 953 in Otto's strijd met zijn zoons aan de kant van de koning stonden. Otto schonk Balderik in ruil het muntrecht in Utrecht, de handelsnederzetting Muiden inclusief het belangrijke tol en een wilgenbos bij Tiel. Verder verwierf hij het jachtrecht in Drenthe en verschillende bezittingen in de gouw Lek-en-IJssel.
Balderik heeft zich ingespannen om relieken voor de Utrechtse kerken te verzamelen. Hij bracht onder meer de relieken van de heilige Odulfus naar de Sint-Salvatorkerk en voor de Sint-Maartenskerk verwierf hij belangrijke relieken van de heiligen Agnes en Pontianus. In 954 liet hij relieken van Plechelmus overbrengen naar de in dat jaar in Oldenzaal herbouwde kerk, die aan genoemde heilige werd gewijd en bij deze gelegenheid eveneens tot kapittelkerk werd verheven (sinds 1950 Sint-Plechelmusbasiliek). 
Balderik werd als eerste bisschop van Utrecht begraven in de kathedrale Sint-Maartenskerk. In 1481 werd een belangrijk deel van zijn stoffelijke resten vanuit Utrecht overgebracht naar de Sint-Plechelmusbasiliek in Oldenzaal en daar bijgezet, waarschijnlijk als eerbetoon aan de stichter van dit kapittel. De zerk uit dat jaar is nog bewaard gebleven en ingemetseld in de westmuur van de zuidbeuk van de Sint-Plechelmusbasiliek.